# St. Marien (Bleicherode)

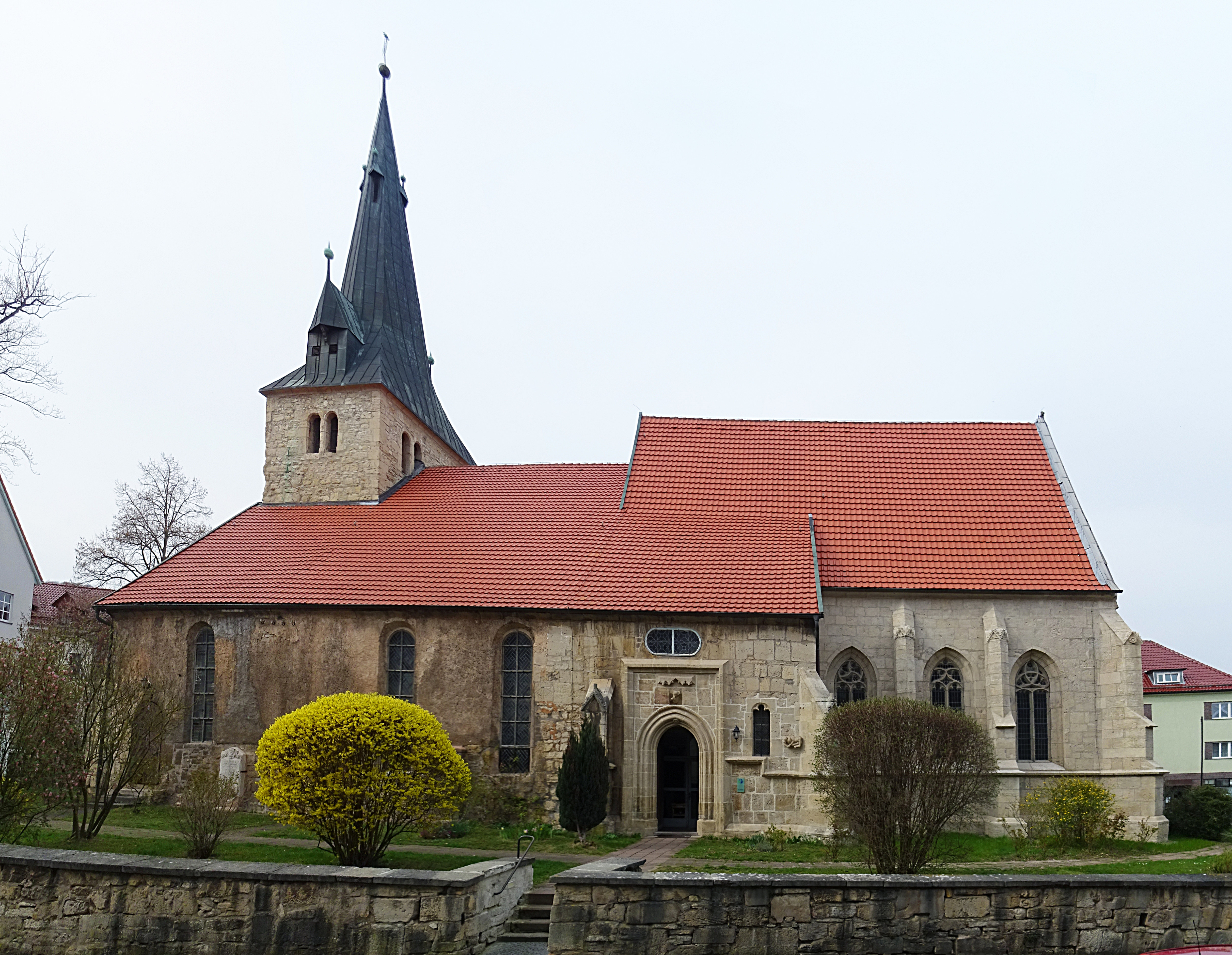
Kirche von Süden

Die evangelische Stadtkirche St. Marien steht auf einem Hügel mitten in der Kleinstadt Bleicherode im Landkreis Nordhausen in Thüringen.

## Geschichte
Die in der Kleinstadt Bleicherode befindliche Stadtkirche wurde im 12. Jahrhundert als ein romanischer Sakralbau errichtet. Von diesem Bau ist nur noch der Kirchturm teilweise erhalten. Bereits 1411 war die Gemeinde so groß und finanzkräftig, dass das Bauwerk im gotischen Stil grundlegend  immer wieder durch Um- und Ausbauten verändert wurde.

## Architektur

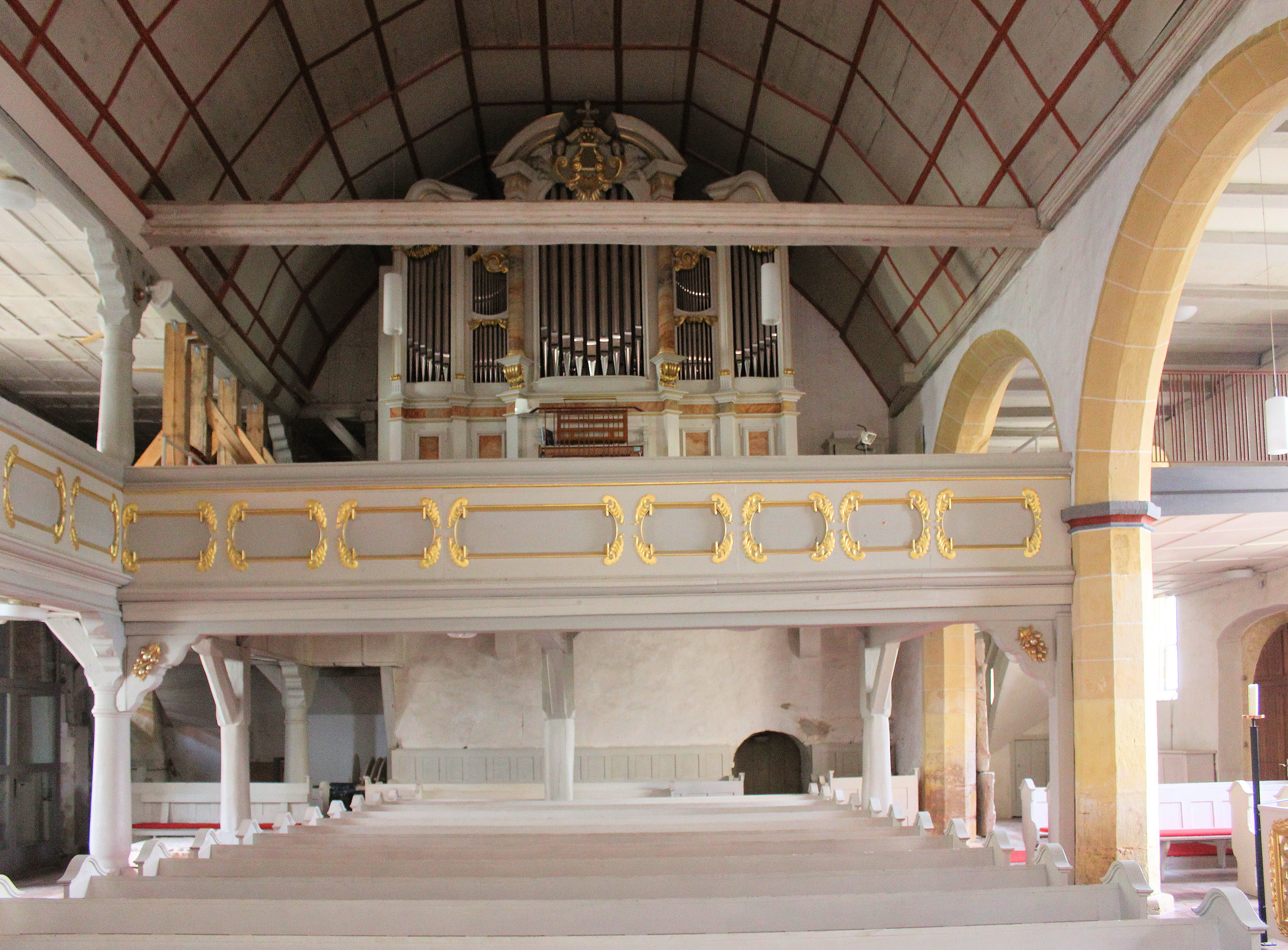
Mittelschiff mit „englischem“ Holzgewölbe und Zuganker zwischen Rundbogenarkade und Bügenpfeilern

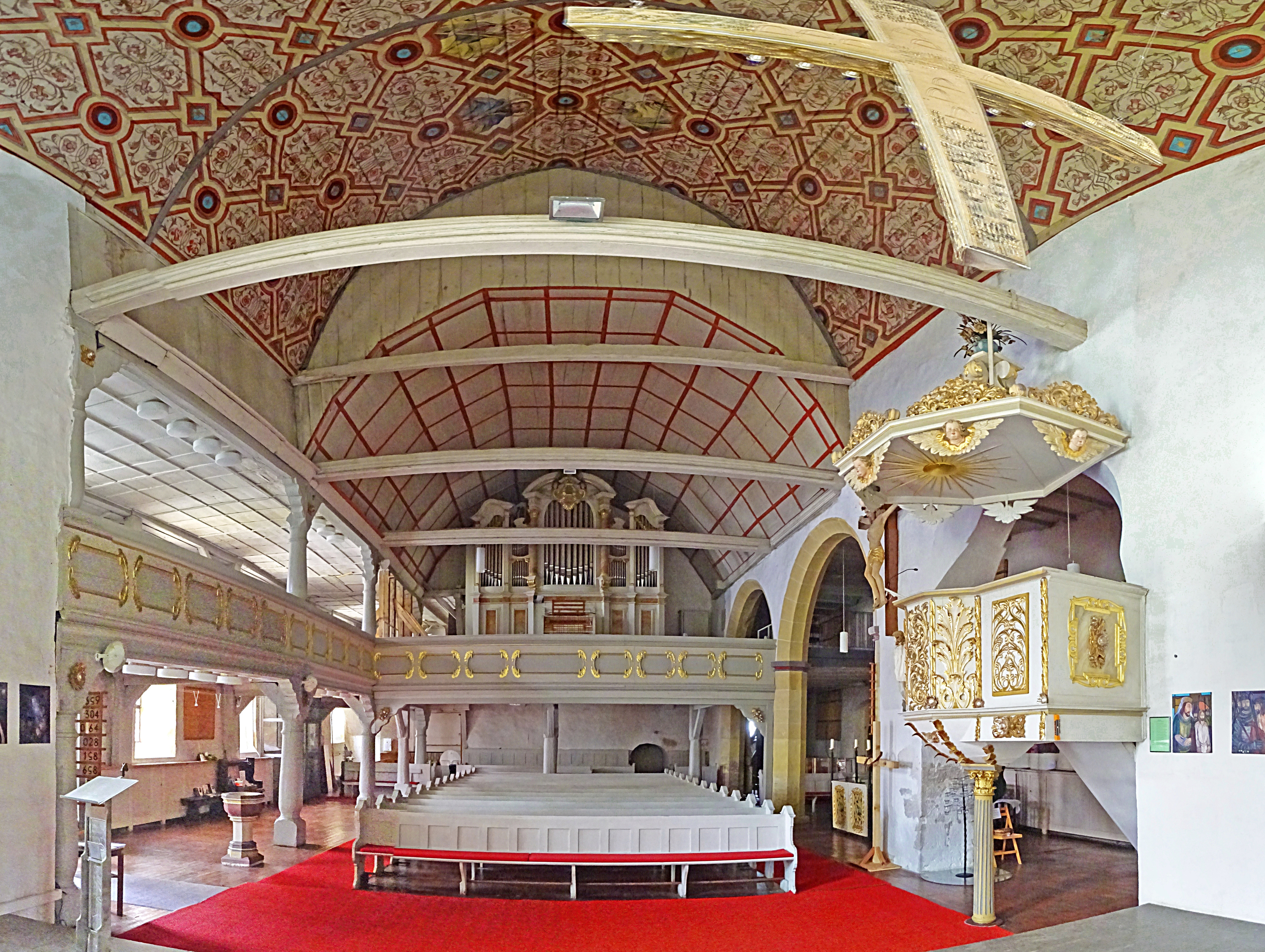
Leider etwas verzerrt: rechts Kanzel am Anfang des Chors, links Südseitenschiff mit Bügenpfeilern und Empore

Über dem Hauptportal ist ein nicht mehr eindeutig definierbares Hochrelief angebracht. Es trägt die Jahreszahl 1411. Weiterhin sind heilige Figuren sowie ein Weihekreuz eingemeißelt. Eindeutig ist die Jahreszahl für das Gotteshaus zu erkennen. Der Innenraum präsentiert sich als dreischiffige Hallenkirche. Das nördliche Seitenschiff ist durch eine gemauerte Rundbogenarkade abgegrenzt, das südliche durch hölzerne Bügenpfeiler, die auch die Empore tragen. Der hölzerne Ersatz der südlichen Arkade war wohl durch statische Probleme bedingt, auch die Südwand des Langhauses driftet ab. in Der hochgotische Chor wirkt wie in das Kirchenschiff hineingeschoben. Sieben Maßwerkfenster tauchen ihn in ein helles Licht. Er schließt ‚gerade‘, d. h. rechteckig, wie das in oft Westfalen (z. B. Paderborner Dom) zu finden ist, noch häufiger in England. Allerdings haben englische Hallenkirchen zumeist auch mehrschiffige Chorpartien. Auch etwas eckige hölzerne Tonnengewölbe gibt es in England oft. Ein ‚Waggon Roof‘ ist nach strenger Terminologie jedoch etwas anderes.
Der 38 Meter hohe Turm ist in das Kirchengebäude eingezogen und weist einen rechteckigen Grundriss auf.

## Erhaltung

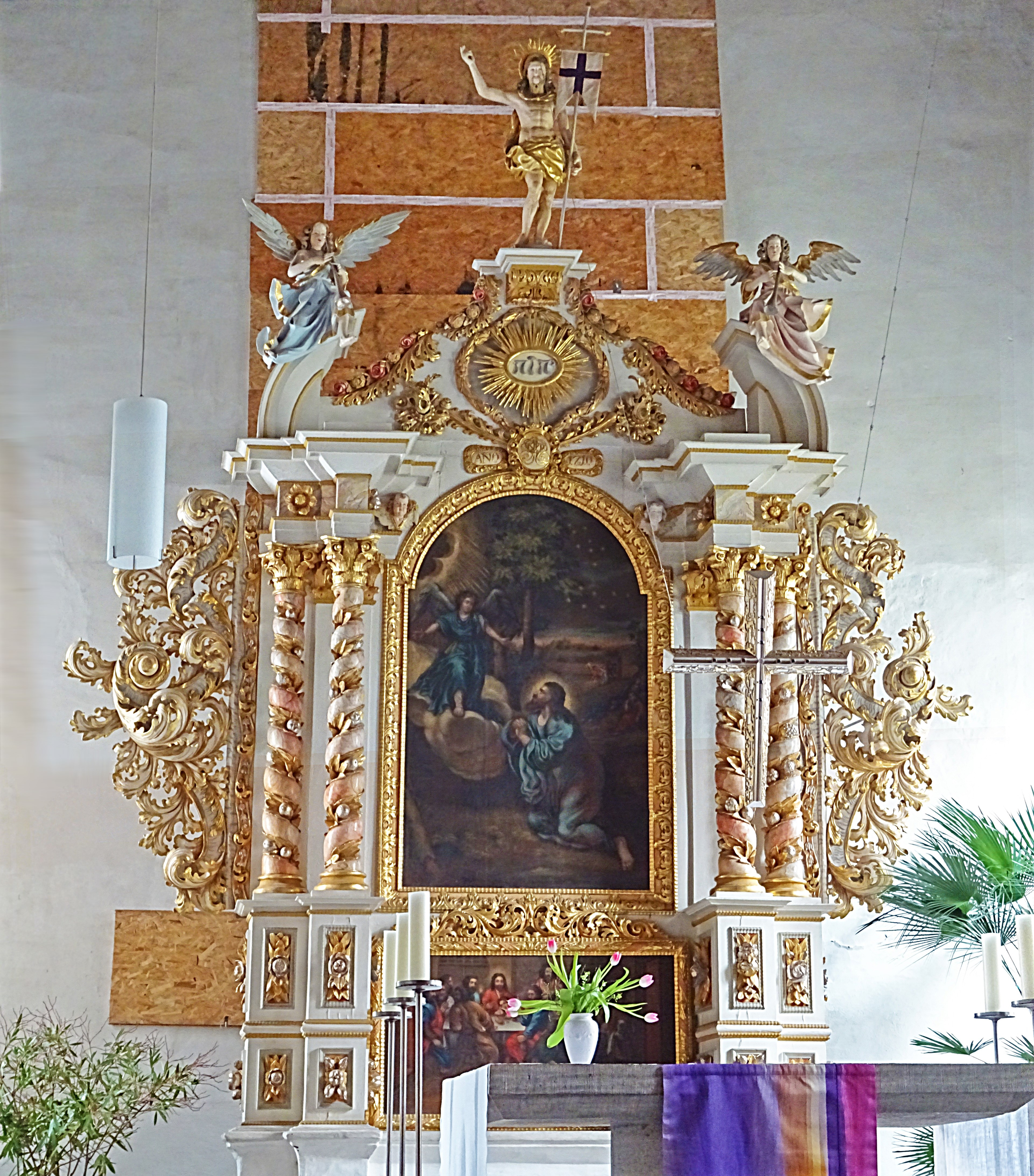
Altar

Um 1968 bis 1973 waren gravierende Schäden an der Bausubstanz erkennbar. Deshalb machten sich Restaurierungsarbeiten erforderlich. Auch der Kirchenraum wurde protestantisch neu gestaltet. Man bewahrte das Gotteshaus vor dem Verfall, dank des Pfarrers Heinrich Müller und der Partnergemeinde Rüsselsheim.
Das Altarretabel aus dem Jahr 1710 befindet sich nun in einem gesonderten Raum hinter dem Altartisch. Vier gewundene Säulen tragen das horizontal geteilte Altarblatt. Ein unteres Gemälde zeigt die Szene des Abendmahls und das obere das Gebet Christi. Davor befindet sich eine Altarplatte, darüber das goldene Kreuz. Darüber hinaus ist der sich im nördlichen Seitenschiff befindliche barocke Taufstein sehenswert.
St. Marien wurde von der Stiftung zur Bewahrung kirchlicher Baudenkmäler in Deutschland zur „Kirche des Jahres 2019“ gewählt.

## Orgel

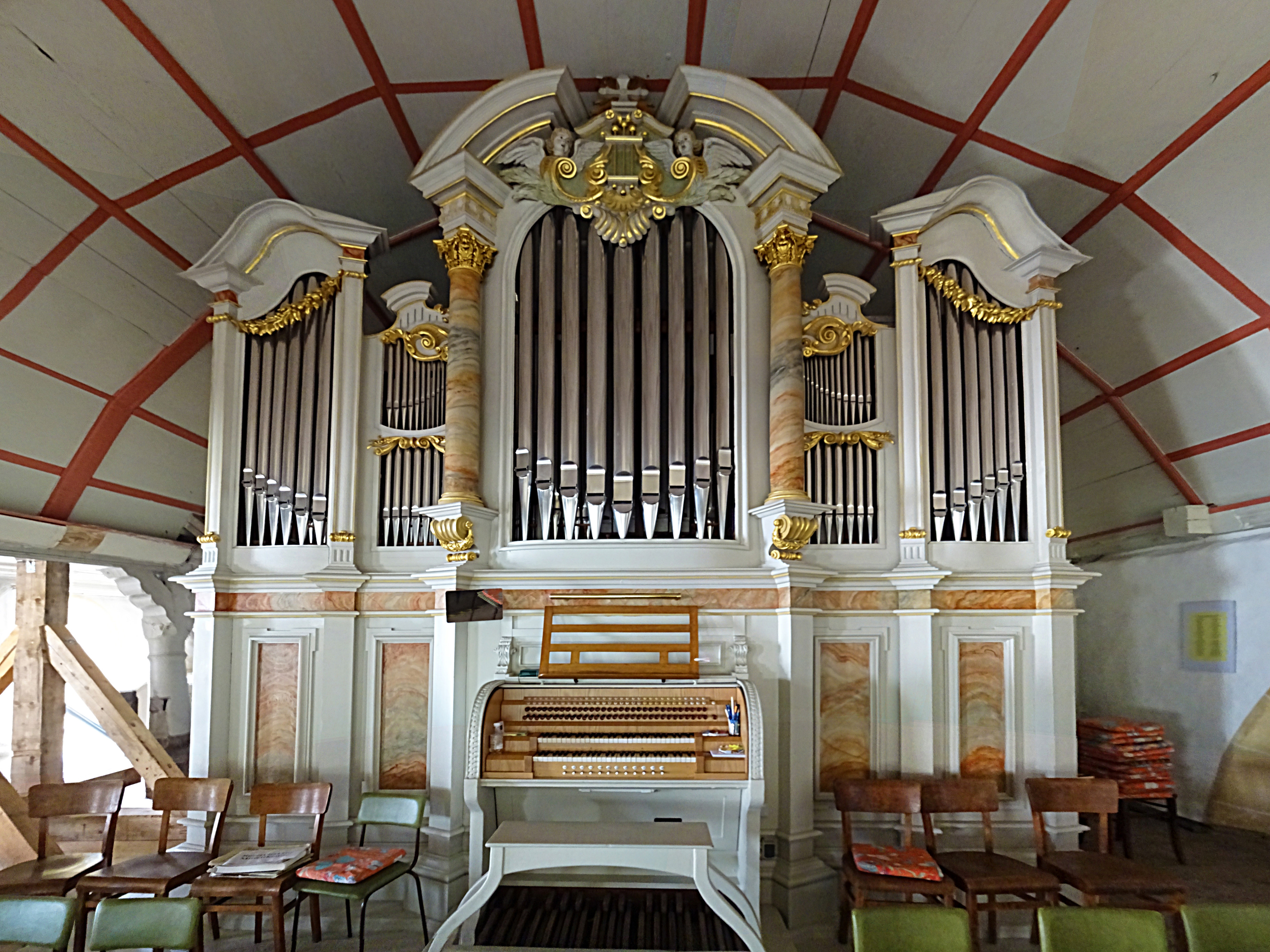
Orgel von Robert Knauf & Sohn, 1895

Für die Stadtkirche St. Marien baute Friedrich Knauf aus Großtabarz (bei Waltershausen) 1837 eine zweimanualige Orgel mit 25 Registern. 61 Jahre später (1898) baute sein Neffe Robert, der die Werkstatt des Vaters in Bleicherode übernahm, eine komplett neue Orgel mit nunmehr 26 klingenden Stimmen auf 2 Manualen mit einem aufwändig gestalteten neobarocken Prospekt, vor allem auch als Referenzinstrument für seine Werkstatt vor Ort.
Diese Orgel wurde 2013 (Fa. Brode, Heiligenstadt) komplett restauriert. Im Rahmen von umfangreichen Restaurierungen wurde das komplette äußere Mauerwerk sandgestrahlt und von Ablagerungen befreit. Obendrein wurden die Schallöffnungen des Glockenturmes mit Jalousien versehen.

## Glocken
Der Turm beherbergt neben einer mechanischen Uhr aus dem 19. Jahrhundert einen sehr wertvollen Glockensatz, dessen Geschichte so wechselhaft ist, wie die der restlichen Kirche auch. Hinter den Schallfenstern oben am Turmhelm befinden sich die Schlagglocken des Uhrwerks. Die Viertelstundenglocke ist in Zuckerhutrippe gegossen worden und stammt aus dem letzten Viertel des 13. Jahrhunderts. Die Stundenglocke wurde 1543 in einer verkürzten Rippe gegossen. Das Hauptgeläut, bestehend aus drei Glocken, soll klanglich das harmonischste der Gegend sein und setzt sich aus diesen drei Glocken zusammen:
Glocke 1: Eisenhartguss aus dem Jahr 1959 von Schilling & Lattermann in Morgenröthe-Rautenkranz gegossen. Aufhängung am gekröpften Stahljoch. Schlagton: cis′. Glocke 2: Ebenfalls 1959 von Schilling & Lattermann gegossen und am gekröpften Stahljoch aufgehängt. Schlagton: e′. Glocke 3: Gegossen im Jahr 1371, Schlagton a′. Gewicht: ca. 500 bis 600 Kilogramm. Diese wurde vor einigen Jahren an ein gerades Holzjoch umgehängt. Zur selben Zeit hat man die sogenannte Gebetsglocke aus dem frühen 14. Jahrhundert ebenfalls umgehängt und elektrisch läutbar gemacht. Dieses Glöckchen mit dem Schlagton f″ übernimmt seitdem das Angelusläuten um 12 und um 18 Uhr. Die große Glocke dürfte mit ihren geschätzten 2800 bis 2950 Kilogramm Gewicht die schwerste Glocke im Landkreis Nordhausen sein.